# KPDF
KPDF es un lector libre del formato PDF; integrado en el entorno de escritorio KDE y basado en Xpdf. Sus principales características son:
- Vista lateral en miniaturas del documento.
- Modo presentación.
- Posibilidad de controlar qué cantidad de memoria asigna el programa, para poder usar más o menos RAM disponible en el ordenador.
- Tres maneras diferentes de buscar: a través del diálogo de búsqueda, a través de un filtro de búsqueda sobre las miniaturas de la imagen y una búsqueda mientras se teclea.
- Selección de una manera sencilla de imágenes y texto creando un rectángulo que contenga la información que se quiera capturar.
- Capacidad para añadir marcadores en las páginas.
- Funciones de accesibilidad como:
  - Posibilidad de escoger el color de fondo y del texto, como si se tratara de una hoja de estilo CSS.
  - Posibilidad de integración con KTTS, de tal manera lea los documentos .pdf gracias a la aplicación de síntesis de habla.

KPDF, además emplea la arquitectura de KPart de KDE, por lo que se integra fácilmente en otras aplicaciones de KDE como Konqueror.
Actualmente el equipo de desarrollo de KDE ha desarrollado Okular, que será el reemplazo de KPDF y otro.